# Tumor benigno

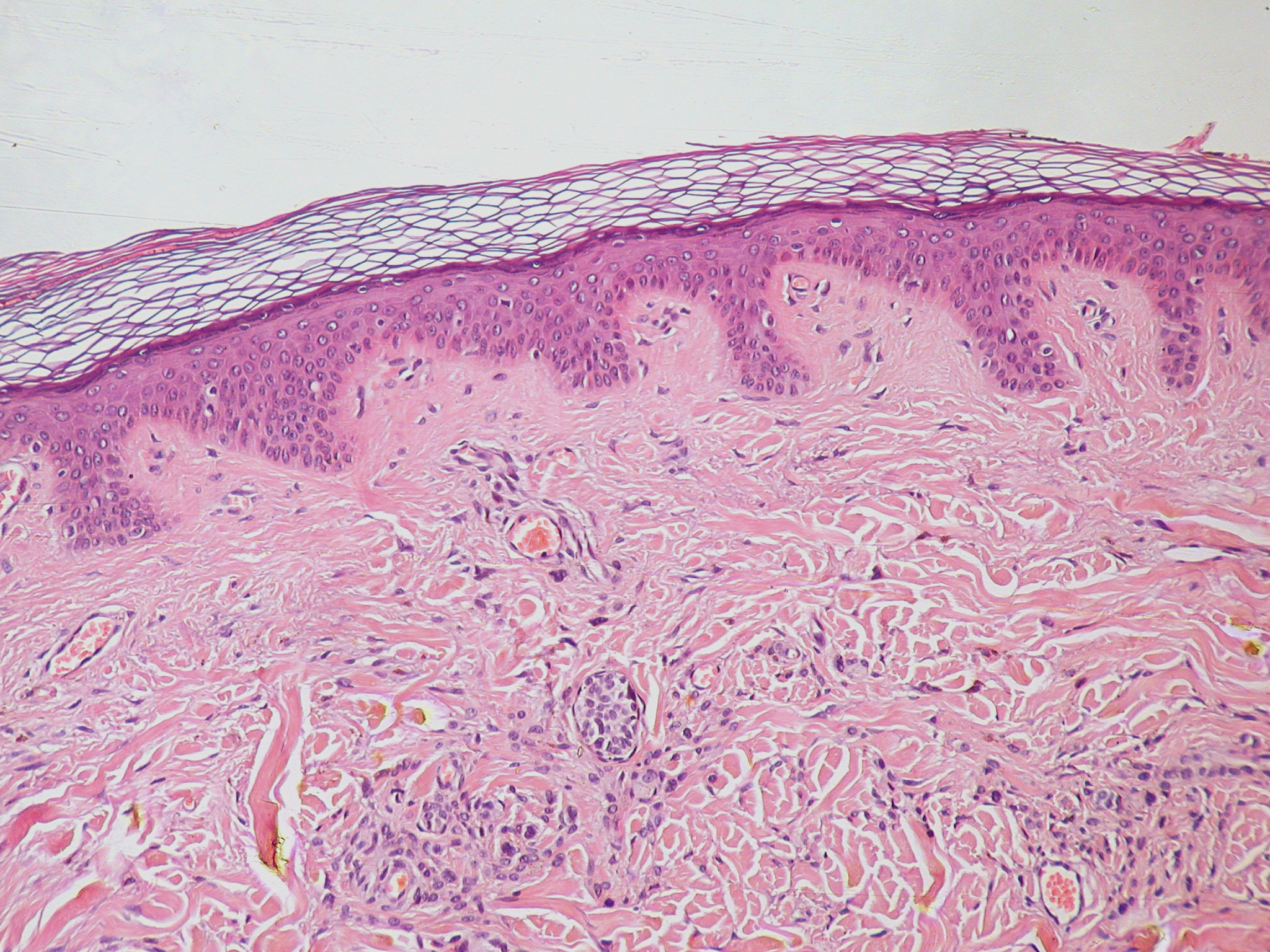
Histologia de um tumor benigno na pele.

Neoplasia benigna ou tumor benigno é o crescimento anormal de células maduras (bem diferenciadas), sem capacidade de invadir outros tipos de tecidos e órgãos (metástase), crescem mais lento e tem bom prognóstico. Já os "tumores malignos" ou "neoplasias malignas" têm células imaturas (pouco diferenciadas), crescem mais rápido e invadem outros tecidos. Por isso são chamados popularmente de câncer. Geralmente são arredondados e envolvidos por uma cápsula de tecido fibroso ou epitelial. Exemplos comuns de tumores benignos são as verrugas e pólipos.
Alguns tumores benignos podem fazer transformação maligna e por isso precisam ser acompanhados ou removidos.

## Efeito de massa
Os tumores causam um "efeito de massa" ao comprimir outras estruturas:
- Nervos comprimidos podem causar dor, fraqueza (paresia) ou paralisia na parte inervada.
- Vasos sanguíneos comprimidos causam isquemia e necrose dos tecidos que deixarem de ser irrigados.
- Vasos linfáticos comprimidos podem causar grandes edemas purulentos.
- Tubo digestivo comprimido por causar dificuldade para engolir (disfagia) ou constipação.
- Vias respiratórias comprimidas podem causar dificuldade para respirar (dispneia)
- Dentro do crânio causam hipertensão intracraniana e se não removidos podem causar uma hernia cerebral potencialmente fatal.[2]

## Adenomas
Os tumores de glândulas (adenomas) podem produzir hormônios causando doenças endócrinas. Por exemplo um tumor da tiroide pode causar hipertiroidismo e um prolactinoma pode causar infertilidade e perda da libido.

## Nomenclatura
Os neoplasmas benignos recebem a denominação através da célula em que se deu a origem do tumor mais o sufixo "-oma". Por exemplo: "rabdomio-" (células musculares esqueléticas em grego)+oma(tumor) = rabdomioma (tumor benigno de células musculares esqueléticas). Já os tumores malignos frequentemente usam os sufixos "-carcinoma", "-sarcoma" ou "-blastoma". Por exemplo: rabdomio+sarcoma = rabdomiossarcoma (tumor maligno de músculo esquelético).

## Tipos
| Célula de origem | Tipo de célula    | Tumor             |
| Endoderma        |                   |                   |
| ---------------- | ----------------- | ----------------- |
| Endoderma        | Mucosas           | Pólipos           |
| Endoderma        | Glandular         | Adenoma           |
| Endoderma        | Glandular         | Papiloma          |
| Endoderma        | Glandular         | Cisto             |
| Endoderma        | Fígado            | Adenoma hepático  |
| Endoderma        | Placenta          | Mola hidatiforme  |
| Endoderma        | Renal             | Nefroma           |
| Endoderma        | Epitélio escamoso | Papiloma escamoso |
| Mesênquima       | Vaso sanguíneo    | Hemangioma        |
| Mesênquima       | Osso              | Osteoma           |
| Mesênquima       | Cartilagem        | Condroma          |
| Mesênquima       | Tecido adiposo    | Lipoma            |
| Mesênquima       | Tecido fibroso    | Fibroma           |
| Mesênquima       | Vaso linfático    | Linfangioma       |
| Mesênquima       | Músculo liso      | Leiomioma         |
| Mesênquima       | Músculo estriado  | Rabdomioma        |
| Ectoderma        | Glia              | Glioma            |
| Ectoderma        | Melanócitos       | Nevo              |
| Ectoderma        | Meninges          | Meningioma        |
| Ectoderma        | Nervos            | Neuroma           |